# Ridgely Gaither

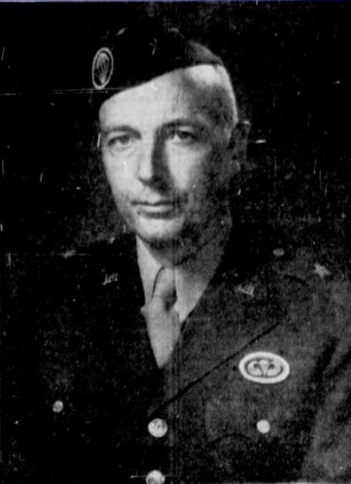
Generalmajor Ridgely Gaither (1952).

Ridgely Gaither Jr. (* 23. Februar 1903 in Baltimore, Maryland; † 26. Oktober 1992 in Annapolis, Maryland) war ein US-amerikanischer Offizier der US Army, der unter anderem als Generalleutnant von 1960 bis 1962 Kommandeur der Zweiten US-Armee (Second US Army) war.

## Leben

### Offiziersausbildung und Zweiter Weltkrieg
Ridgely Gaither, Jr., war ein Nachfahre des Siedlers Benjamin Gaither, dem Namensgeber der Stadt Gaithersburg. Er besuchte die Boys’ Latin School sowie das St. John’s College in Annapolis, einem der ältesten Colleges der USA, welches 1784 gegründet wurde. Nach Abschluss des Colleges wurde er 1924 als Leutnant (Second Lieutenant) der Infanterie in die US Army übernommen. In den folgenden Jahren fand er zahlreiche Verwendungen als Offizier wie zum Beispiel in Alaska und Hawaii, die beide zu der Zeit noch US-Territorien waren. 1933 besuchte er einen Lehrgang für Infanterieoffiziere und befand sich 1937 auf einem Posten in der Republik China, als dieses während des Zweiten Japanisch-Chinesischen Krieges von japanischen Truppen besetzt wurde. Nachdem er 1939 das Command and General Staff School (CGSC) in Fort Leavenworth besucht hatte, fand er weitere Verwendungen als Offizier und Stabsoffizier.
Nach dem Eintritt der USA in den Zweiten Weltkrieg am 8. Dezember 1941 wurde Gaither am 24. Dezember 1941 Oberstleutnant der Army of the United States (AUS), die der Eingliederung von Wehrpflichtigen in den Dienst dient, die den professionellen Kern der Bodenstreitkräfte (United States Army) ergänzen sollen. Er wurde im März 1943 Assistent des Chefs der Ausbildungsabteilung der Heeresbodentruppen (Army Ground Forces), eine Komponente der Army of the United States, und war nach seiner Ernennung zum Oberst der Army of the United States am 6. Januar 1943 bis Juli 1943 Assistent des Chefs des Stabes (G-3) der Army Ground Forces. Er war ein früher Befürworter von Luftlandetruppen und deren Einsatz in offensiven Militäroperationen und fungierte zwischen Juli 1943 und Juli 1944 als zweiter in Fort Benning Kommandant der Fallschirmjägerschule (US Army Parachute School), der heutigen US Army Airborne School. In dieser Funktion wurde er am 8. November 1943 Brigadegeneral der Army of the United States. Dabei absolvierte er seine Fallschirmspringerausbildung zusammen mit den Soldaten unter seinem Kommando und qualifizierte sich als Fallschirmjäger. Während seiner Zeit an der Fallschirmschule war er maßgeblich an der Bildung der 555th Parachute Infantry Company beteiligt, einer eigenständigen Einheit, die die erste afroamerikanische Fallschirmjägereinheit der US-Armee war. Er spielte auch eine wesentliche Rolle bei der Entwicklung dieser Kompanie zum 555. Fallschirmjägerbataillon (555th Parachute Infantry Battalion). Die Geschichte dieser Einheit wird in dem Buch Black American’s in Defense of Our Nation erzählt.
1945 ging Brigadegeneral Gaither nach Europa, um an den Kämpfen gegen das Deutsche Reich teilzunehmen. Dabei sprang er mit der 17. Luftlandedivision (17th Airborne Division) östlich des Rheins ab und landete fast auf einer deutschen Flakbatterie. Die Amerikaner nahmen die Position ein, und Gaither sagte später, dass eine Gruppe von Deutschen vielleicht früher gefangen genommen worden wäre, wenn er nicht ihre weiße Kapitulationsflagge abgeschossen hätte. Diese war so schmutzig, dass er sie nicht sofort erkennen konnte. Für seine Verdienste in dieser Zeit wurde er 1945 zwei Mal mit dem Silver Star geehrt. Nach dem Ende der Kampfhandlungen auf dem europäischen Kriegsschauplatz durch die bedingungslose Kapitulation der Wehrmacht wurde er im Mai 1945 assistierender Kommandeur der auf den Philippinen eingesetzten 86. Infanteriedivision (86th Infantry Division), der sogenannten „Blackhawk Division“. Er bekleidete diese Funktion auch nach der Kapitulation Japans am 2. September 1945 und dem Ende des Pazifikkrieges bis Januar 1946.

### Nachkriegszeit und Koreakrieg und Aufstieg zum Generalleutnant
Nachdem Gaither zwischen Januar und Februar 1946 kurzzeitig zu den Army Ground Forces abgeordnet war, fungierte er zwischen Februar 1946 und 1947 als Assistierender Kommandeur der 88. Infanteriedivision (88th Infantry Division), die sogenannten „Fighting Blue Devils“ oder auch „Clover Leaf Division“, die zum Schutz der Grenze zwischen Italien und der Sozialistischen Föderativen Republik Jugoslawien eingesetzt war. Er war in dieser Funktion in Personalunion auch Mitglied der Alliierten Grenzkommission, Militärgouverneur von Triest sowie Präsident des Kriegsgerichtshofes in Florenz. Als Brigadegeneral (Brigadier General) fungierte er zwischen dem 19. Juli und dem 31. Oktober 1949 kurzzeitig als Kommandeur der 82. Luftlandedivision (Commanding General, 82nd Airborne Division), der sogenannten „All American“ oder „America’s Guard of Honor“. Anschließend war er von November 1949 bis Januar 1952 in der Operationsabteilung im Büro des stellvertretenden Chefs des Stabes des Heeres für Operationen (Deputy Chief of Staff of the US Army for Operations).
Ein halbes Jahr nach Beginn des Koreakrieges wurde Generalmajor (Major General) Ridgely Gaither im Februar 1952 als Nachfolger von Generalmajor Wayne C. Smith Kommandeur der 11. Luftlandedivision (11th Airborne Division), der sogenannten „The Angels“. Diesen Posten hatte er bis zum 16. April 1953 inne und wurde danach wieder von Generalmajor Wayne C. Smith abgelöst. Anschließend war er zwischen 18. April 1953 und dem 30. April 1955 Kommandeur der 40. Infanteriedivision (40th Infantry Division), der sogenannten „Sunshine Division“, die zuvor während des Koreakrieges in den Bereichen Punchbowl bei Haean sowie der Schlacht von Heartbreak Ridge (13. September bis 15. Oktober 1951) zum Einsatz kam. In dieser Funktion wurde er am 24. Juni 1955 erstmals mit der Army Distinguished Service Medal ausgezeichnet.

### Aufstieg zum Generalleutnant undPolice Commissionervon Annapolis

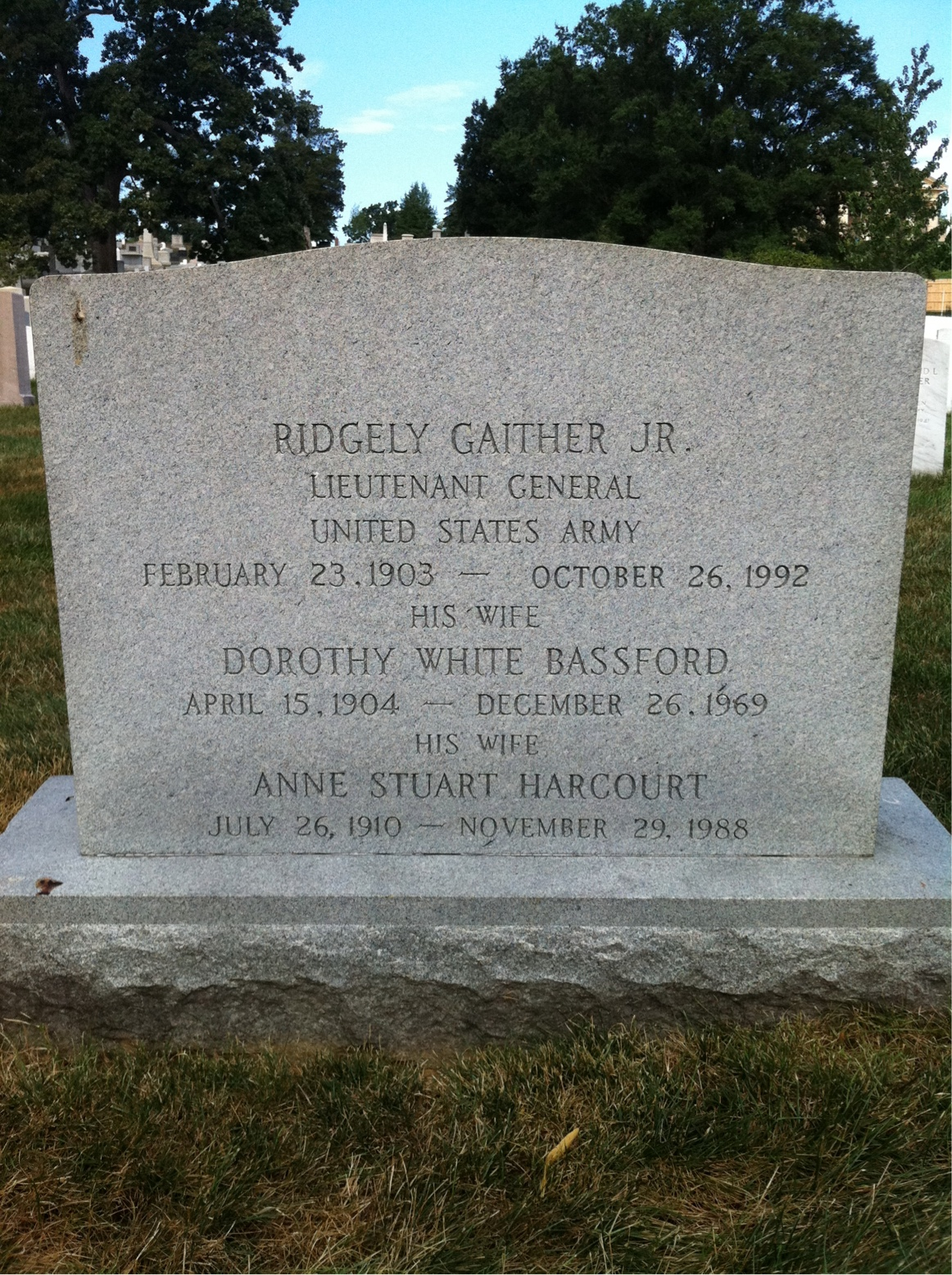
Grabstätte von Generalleutnant Ridgely Gaither auf dem Nationalfriedhof Arlington.

1955 war Gaither kurzzeitig Kommandierender General des XVIII. Luftlandekorps (XVIII Airborne Corps). Er war vom 9. August bis zum 31. Dezember 1955 sowie zwischen dem 3. Januar und dem 30. Juli 1956 Assistierender Chef des Stabes für Nachrichtendienste (Assistant Chief of Staff for Intelligence (G-2), US Army), eine jeweils eigenständige Funktion im Stab des Heeres. Daraufhin fungierte er nach seiner Beförderung zum Generalleutnant (Lieutenant General) von August 1956 bis März 1958 als stellvertretender Kommandeur des Kontinentalen Heereskommandos (Deputy Commander of the Continental Army Command), dem heutigen US Army Forces Command, und war dort zuständig für die Einheiten der Heeresreserve (Army Reserve Forces) sowie der Nationalgarde. Er war danach vom 1. April 1958 bis zum 15. Juli 1962 Oberkommandierender des US-Karibikkommandos (US Caribbean Command), aus dem 1963 das US-Kommandos Süd (US Southern Command) hervorging.
Zuletzt übernahm Generalleutnant Ridgely Gaither am 1. August 1960 von Generalleutnant George Windle Read, Jr. den Posten als Kommandeur der Zweiten US-Armee (Second US Army). Diesen Posten hatte er bis zu seinem Ausscheiden aus dem aktiven Militärdienst am 30. April 1962 inne, woraufhin Generalleutnant John S. Upham, Jr. sein dortiger Nachfolger wurde. 1962 trat er in den Ruhestand und erhielt am 10. Mai 1962 für seine Verdienste erneut die Army Distinguished Service Medal sowie ferner den Legion of Merit.
1966 übernahm er den Posten als Polizeipräsident (Police Commissioner) von Annapolis und bekleidete diesen Posten bis 1973. Sein Onkel, Brigadegeneral Charles D. Gaither, war ebenfalls Police Commissioner von Baltimore. Er engagierte sich zudem als Präsident der Society of the Cincinnati of Maryland und war Paul Harris-Fellow des Rotary Club of Annapolis. Er war zwei Mal verheiratet. Aus seiner ersten Ehe mit Dorothy White Bassford (1904–1969) ging die Tochter Elizabeth Ridgely Gaither (1928–2010) hervor, die 1948 in Triest Oberst William VanDyke Ochs, Jr., heiratete. In zweiter Ehe heiratete er Anne Stuart Harcourt (1910–1988). Er verstarb am 26. Oktober 1992 an der Folgen einer Herzinsuffizienz im Fairfield Nursing Center in Annapolis und wurde auf dem Nationalfriedhof Arlington bestattet.

## Auszeichnungen
Auswahl der Auszeichnungen, sortiert in Anlehnung der Order of Precedence of Military Awards:
- Army Distinguished Service Medal (2×)
- Silver Star (2×)
- Legion of Merit
- Bronze Star